# Oliwia Toborek
Oliwia Toborek (ur. 11 maja 2002 w Warszawie) – polska bokserka.
Zawodniczka klubu Żoliborska Szkoła Boksu Warszawa. Zaczęła treningi w 2015. Wicemistrzyni świata seniorek 2022 w kategorii do 81 kg oraz m.in. młodzieżowa mistrzyni Europy 2022 i brązowa medalistka młodzieżowych mistrzostw świata 2021 w kategorii powyżej 81 kg.